# Nowy Józefów (Łódź)
Nowy Józefów – dawna podłódzka wieś, obecnie osiedle w zachodniej części Łodzi, w dzielnicy Polesie. Miejscowość leży na peryferiach miasta i graniczy z miastem Konstantynów Łódzki, do którego w latach 1954–1987 należał.
Administracyjnie Nowy Józefów wraz z Lublinkiem, Osiedlem Pienista oraz Nowymi Sadami wchodzi w skład osiedla Lublinek-Pienista. Na osiedle składa się pewna liczba typowo wiejskich domów.  Okolicę stanowią głównie pola uprawne i  łąki, z których część jest nieuprawiana i stanowi nieużytki. Znajdują się tu także niewielkie lasy.

## Historia
Nazwa Nowy Józefów została nadana 14 maja 1919 r..
W okresie międzywojennym należał do gminy Brus w powiecie łódzkim w woj. łódzkim. 1 września 1933 Nowy Józefów utworzył gromadę w granicach gminy Brus. Podczas II wojny światowej włączony do III Rzeszy; po wojnie powrócił do powiatu łódzkiego woj. łódzkim.
W związku z reorganizacją administracji wiejskiej jesienią 1954, Nowy Józefów włączono do Konstantynowa Łódzkiego.
1 stycznia 1988 Nowy Józefów (330 ha) wyłączono z Konstantynowa Łódzkiego i włączono do Łodzi.

## Gospodarka
W pobliżu osiedla znajduje się łódzka Grupowa Oczyszczalnia Ścieków. W 2006 na terenie osiedla otwarta została fabryka Gillette, będąca jednym z największych zakładów w mieście. Od tej pory osiedle otrzymało znacznie lepsze połączenie komunikacyjne z resztą Łodzi (oprócz dotychczasowej linii autobusowej 68 i 94 dodano też linię G1 oraz G2).